# Tortilla Flat
 Tortilla Flat  és una pel·lícula estatunidenca dirigida per Victor Fleming el 1942 i produïda per la Metro-Goldwyn-Mayer

## Argument
Dos pescadors enemistats lluiten per sobreviure a la costa de Califòrnia. En un cop de sort, un d'ells, Danny, hereta dues cases i es torna més comprensiu amb l'altre. Tanmateix, el que realment enfronta als dos homes és el seu amor per una atractiva jove anomenada Dolores. Adaptació d'una novel·la del premi Nobel John Steinbeck

## Repartiment
- Spencer Tracy: Pilon
- Hedy Lamarr: Dolores Ramirez
- John Garfield: Daniel Alvarez
- Frank Morgan: El pirata
- Akim Tamiroff: Pablo
- Sheldon Leonard: Tito Ralph
- John Qualen: Jose Maria Corcoran
- Donald Meek: Paul D. Cummings
- Connie Gilchrist: Sra. Torrelli
- Allen Jenkins: Portagee Joe
- Henry O'Neill: pare Juan Ramon
- Mercedes Ruffino: Sra. Marellis
- Nina Campana: Señora Teresina Cortez
- Arthur Space: M. Brown
- Betty Wells: Cesca
- Harry Burns: Torrelli
- Willie Fung (no surt als crèdits): Chin Kee

## Premis i nominacions

### Nominacions
- 1943: Oscar al millor actor secundari per Frank Morgan